# Etnikósz Ahna FC
Az Ethnikósz Áhnasz (görögül: Εθνικός Άχνας, nemzetközi nevén: Ethnikos Achna) ciprusi labdarúgócsapat Áhna városából. A klubot 1968-ban alapították, legkiemelkedőbb teljesítményét 2006-ban jegyezte, amikor megnyerte az Intertotó-kupát, és eljutott a 2006–2007-es UEFA-kupa első fordulójáig.

## Története
A klub megalakulása után először 1983-ban jutott fel a ciprusi élvonalba, de első élvonalbeli idényében ki is esett a csapat. A csapat 1986-ban és 1992-ben is visszajutott; 1992 és 2018 között folyamatosan a ciprusi élvonalban szerepelt. A klub legjobb élvonalbeli helyezése a negyedik hely volt (1995, 1998, 2007), valamint kétszer szerepeltek a ciprusi kupa döntőjében; 2002-ben az Anórthoszi Ammohósztu, 2022-ben pedig az Omónia csapata ellen veszítettek a döntőben. A klub 2006-ban megnyerte az Intertotó-kupát, így kvalifikálta magát a UEFA-kupa küzdelmeibe, ahol az első fordulóban búcsúztak a francia Lens csapata ellen.

## Sikerei
- Ciprusi másodosztály bajnok

Bajnok: 3 alkalommal (1985–86, 1991–92, 2018–19)
- Ciprusi kupa

Döntős: 2 alkalommal (2001–02, 2021–22)
- Intertotó-kupa

Győztes: 1 alkalommal (2006)

## Vezetőedzői
- Stéphane Demol (2008–09)
- Paníkosz Orfanídisz (2009–10)
- Čedomir Janevski (2011–12)
- Stephen Constantine (2012–13)
- Danilo Dončić (2015–2016)
- Valdas Ivanauskas (2016–2017)[1]
- Jótisz Engomítisz (2017)
- Giorgi Csikradze (2017–2018)
- Jótisz Engomítisz (2018–)

## Nemzetközi szereplés

### Átlag
| Verseny        | M  | Gy | D | V | LG | KG | GK  |
| -------------- | -- | -- | - | - | -- | -- | --- |
| UEFA-kupa      | 4  | 1  | 1 | 2 | 7  | 5  | +2  |
| Intertotó-kupa | 16 | 4  | 6 | 6 | 20 | 30 | –10 |
| Összesen       | 20 | 6  | 8 | 6 | 27 | 35 | –8  |

## Külső hivatkozások
- Adatlapja az UEFA hivatalos oldalán (angolul)

Etnikósz Ahna FC adatlapja a Soccerway oldalon (angolul)